# Dufour (entreprise)
Dufour est le deuxième constructeur de bateaux de plaisance en France derrière le groupe Bénéteau. Le chantier, fondé en 1964 par Michel Dufour à La Rochelle, dispose d'un site de production situé à Périgny.

## Historique

### Création
En 1964, l'ingénieur et navigateur Michel Dufour fonde le chantier Dufour dans sa ville natale de La Rochelle avec la conception du Sylphe et de l'Arpège. Les autres voiliers produits par les chantiers sont ensuite élaborés par le bureau d'études, qui compte jusqu'à six dessinateurs. Ne pouvant faire face à d'importantes dettes, Michel Dufour cède en 1976 le chantier à l'industriel Marcel Bich, fondateur de la société BiC. Le chantier est réorganisé et de nouveaux architectes (Laurent Cordelle, Jacques Fauroux, German Frers, Jean-Louis Noir et Johan Valentjin) travaillent à la ligne des bateaux.

### Période Olivier Poncin
En 1988, Olivier Poncin reprend le chantier Dufour & Sparks en difficulté, qu'il rebaptise Dufour yachts. Les chantiers connaissent une période de développement. En 1994, Dufour reprend le chantier Dynamique qui construit des voiliers de plaisance haut de gamme à Andilly. Dufour lance la gamme « Classic » et lance les premiers voiliers tout équipés.
En novembre 1995, Gibert Marine et sa marque Gib'sea, alors troisième constructeur français de navires de plaisance avec un CA de 75 millions de francs en 1994-1995 pour 220 unités (contre 144 MF en 1990-1991) et 160 salariés (275 auparavant), implanté à Marans en Charente-Maritime, est cédé aux frères Van Gaver. En octobre 1996, Dufour, dont l'activité devait représenter 250 millions de Francs cette année là, reprend Gibert Marine en situation de cessation de paiements, alors que Bénéteau a acheté Jeanneau un an plus tôt.
En 1997, Dufour achète le chantier naval de bateaux à moteurs haut de gamme ACM initialement implanté à Cabourg puis à Colombelles. En 1999, Dufour croît pour la quatrième fois à l'externe en rachetant et en développant Kelt (White Shark), un constructeur breton de vedettes implanté à Vannes. En août 2000, Olivier Poncin cède Dufour à ses partenaires financiers.

### Nouvelles restructurations
À nouveau en difficulté partir de 2000, les chantiers Dufour débutent une vaste restructuration. En mars 2001, les chantiers italiens Cantiere del Pardo, premier constructeur de bateaux à voile en Italie sous la marque Grand Soleil, reprennent 43 % du capital de Dufour. La restructuration se poursuit avec la vente  des vedettes Kelt au fond Siparex Sigefi en avril 2001, la fermeture de deux des quatre sites de production (Mortagne-sur-Sèvre, en Vendée, et Marans) et la vente du constructeur de vedettes ACM en septembre 2001. En 2006 le fonds d'investissement Rhône Capital devient majoritaire dans la société. Le Grand large 405 est élu bateau européen de l’année 2010. 
Avec la crise économique que connait la filière nautique à partir de 2007, à la veille du salon Nautic de Paris fin 2010, Rhône capital vend les chantiers aux fonds d'investissement américains Anchorage advisors et Oaktree capital via la marque allemande Bavaria qu'ils détiennent. Rhône capital leur cède également le chantier Cantiere del Pardo (Grand Soleil), qui produit des bateaux plus sophistiqués. À la fin de l'année 2011, le site de production d'Andilly est fermé. Cette année-là, 25 à 30 % des ventes se réalisent en France, 30 à 40 % en Europe et 20 % dans le reste du monde.
En septembre 2013, parallèlement à la restructuration de la dette d'acquisition de Dufour Yachts en 2006 par Rhône Capital auprès d'un groupe de banques italiennes, une opération de restructuration de capital par l'encadrement permet à la société J.J.L. SAS de prendre possession de 99,5 % du capital de Dufour Yachts. L'ensemble du développement et de la fabrication des unités commercialisées par la société se fait alors à La Rochelle.
En juin 2018 le chantier est racheté par la société Fountaine Pajot, un constructeur de catamarans.

## Gamme

### Production
Dufour construit des voiliers monocoques habitables de 10 à 19 mètres :
- Dufour 32
- Dufour 37
- Dufour 390
- Dufour 430
- Dufour 470
- Dufour 530
- Dufour 56
- Dufour 61

### Anciens modèles
- Sylphe, 6,52 m : 404 exemplaires, production 1964-1976 ;
- Arpège, 9 m : 1136 exemplaires, production 1966-1975 ;
- Safari, 8,25 m : 327 exemplaires, production 1970-1974 ;
- Sortilège, 12,5 m : 65 exemplaires, production 1971-1975 ;
- Dufour 35, 10,75 m : 450 exemplaires, production 1972-1978 ;
- Dufour 27, 8,1 m : 350 exemplaires, production 1973-1978 ;
- Dufour 34, 10,15 m : 974 exemplaires, production 1974 ;
- Dufour 34-34E, 10,28m : plus de 900 exemplaires de 2003 à 2011;
- Dufour 31, 9,4 m : 900 exemplaires, production 1974-1980 ;
- Dufour 1300, 7,26 m : 60 exemplaires, production 1974-1975 ;
- Dufour 23, 7,25 m : 1975 ;
- Dufour 24, 7,35 m : 720 exemplaires, production 1975-1980 ;
- Dufour 29, 8,95 m : 180 exemplaires, production 1975-1980 ;
- Dufour 2800, 8,25 m : 1300 exemplaires, production 1977-1984 ;
- Dufour 12000, 13,8 m: 85 exemplaires, production 1977-1982 ;
- Dufour 1800, 7,6 m : 200 exemplaires, production de 1979-1982[16];
- Dufour T7, 7 m : 368 exemplaires, production de 1980-1982;
- Gamme Classic : 1799 exemplaires (hors 43, chiffres manquant), production 1994-2004 [3].

| Modèle                 | Prod    | Long  | Larg | Tirant d'eau            | Poids | Voilure | Couch. | Cat.  |
| ---------------------- | ------- | ----- | ---- | ----------------------- | ----- | ------- | ------ | ----- |
| Dufour T6              | 1979-83 | 6.15  | 2.4  | 0.30-1.30               | 800   | 18      | 4      | 4     |
| Sylphe                 | 1964-74 | 6.54  | 2.41 | 1.05                    | 1000  | 23.5    | 4      | 3     |
| Dufour T7              | 1980-82 | 6.72  | 2.5  | 1.05 / 0.30-1.30        | 1200  | 28      | 4      | 3     |
| Dufour 24              | 1975-80 | 7.35  | 2.5  | 0.80 / 1.20             | 1350  | 27.5    | 4      | 3     |
| Dufour 1800            | 1979-82 | 7.65  | 2.71 | 1.35. 1.50 / 0.75/1.35  | 1960  | 30.7    | 4      | 3     |
| Dufour Duo             | 1999-01 | 7.92  | 2.54 | 0.30-1.56               | 1150  | 29      | 2 - 5  |       |
| Dufour 2800            | 1977-83 | 8.23  | 2.93 | 1.20 / 1.60 / 0.85-1.50 | 2800  | 36.9    | 5      | 2     |
| Safari                 | 1970-75 | 8.25  | 2.76 | Q 1.30 / 1.55           | 2700  | 39.6    | 5      | 2     |
| Dufour 27              | 1973-77 | 8.3   | 2.79 | Q 1.30 / 1.58           | 2250  | 40.9    | 3 - 5  | 2     |
| Dufour 28              | 1983-86 | 8.5   | 3.16 | 1.70 / 0.95-2.05        | 2800  | 43.5    | 4 - 5  | 2     |
| Dufour 29              | 1975-81 | 8.95  | 2.96 | 1.35 / 1.60             | 3300  | 47      | 2 - 5  | 2     |
| Dufour 30 Classic      | 1996-03 | 8.95  | 2.98 | 1.20 / 1.42 / 0.62/1.80 | 3640  | 42.2    | 6 - 9  | B / C |
| Arpège                 | 1967-76 | 9.25  | 3    | 1.35 / 1.50 / 1.65      | 3600  | 48.5    | 6      | 2     |
| Dufour 310             | 2020    | 9.35  | 3.31 | 1.90                    | 4900  | 50.4    |        |       |
| Dufour 310 Grand Large | 2014    | 9.35  | 3.2  | 1.90                    | 4940  | 50.3    | 4 - 6  |       |
| Dufour 3800            | 1981-85 | 9.35  | 3.2  | 1.35 / 1.70 / 1.07-1.85 | 3800  | 49.8    | 7 - 8  | 2     |
| Dufour 31              | 1974-81 | 9.45  | 3.2  | 1.45 / 1.74             | 4200  | 51.5    | 6 - 7  | 2     |
| Dufour 32 Classic      | 1995-04 | 9.64  | 3.28 | 1.70 / 1.25             | 4430  | 54      | 6      | 2     |
| Dufour 325             | 2006-20 | 9.85  | 3.4  | 1.85 / 1.55             | 4700  | 54.1    | 4 - 6  | B     |
| Dufour 335             | 2011-20 | 9.98  | 3.49 | 1.90 / 1.55             | 5450  | 54.1    | 4 - 6  | B     |
| Dufour 350 Grand Large | 2014-20 | 9.98  | 3.54 | 1.90                    | 5674  | 55      | 4 - 8  |       |
| Dufour 360             | 2017-22 | 9.99  | 3.54 |                         | 5775  | 60      |        |       |
| Dufour 334 Trophy      | 1997-20 | 10.04 | 3.34 | 1.95                    | 3050  | 57      | 4 - 6  |       |
| Dufour 34              | 2003-08 | 10.28 | 3.48 | 1.90 / 1.50             | 5700  | 61.65   | 6 - 8  | A     |
| Dufour 34E             | 2009-20 | 10.28 | 3.48 | 1.90 / 1.50             | 5400  | 63      | 4 - 6  | A     |
| Dufour 35 Classic      | 1995-00 | 10.45 | 3.48 | 1.45 / 1.80             | 4500  | 62      | 7 - 9  | 1     |
| Dufour 4800            | 1981-85 | 10.46 | 3.4  | 1.85 / 1.50             | 4800  | 65.1    | 7 - 9  | 1     |
| Dufour 365             | 2004-08 | 10.53 | 3.65 | 1.90 / 1.70             | 5700  | 62.5    | 8      | A     |
| Dufour 36 Classic      | 1999-04 | 10.82 | 3.77 | 1.45 / 0.70-2.33        | 5900  | 69      | 5 - 7  | A     |
| Dufour 375             | 2010-20 | 10.9  | 3.85 | 1.90 / 1.60             | 6700  | 66      | 4 - 8  | A     |
| Dufour 380             | 2013-20 | 10.9  | 3.85 | 1.90 / 1.60             | 7160  | 66      | 4 - 8  | A     |
| Dufour 382 Grand Large | 2014-20 | 10.96 | 3.85 | 1.90 / 1.60             | 7060  | 67      | 4 - 8  |       |
| Dufour 36 Performance  | 2011-20 | 10.99 | 3.61 | 2.20                    | 6400  | 76      | 4 - 8  | A     |
| Dufour 364             |         | 11.02 | 3.71 | 1.45                    | 5800  |         | 6 - 8  |       |
| Dufour 410 Grand Large | 2013-20 | 11.15 | 4.2  | 2.10                    | 8940  | 71      | 6 - 8  | A     |
| Dufour 390             | 2020    | 11.19 | 3.99 | 1.95                    | 7700  | 66.5    |        |       |
| Dufour 385             | 2003-09 | 11.36 | 3.93 | 1.95 / 1.76             | 6950  | 74.1    | 4 - 6  | A     |
| Dufour 38 Classic      | 1997-04 | 11.45 | 3.85 | 1.45 / 1.90             | 6500  | 76      | 6 - 8  | 1     |
| Dufour 39 Intégral     | 1998-00 | 11.58 | 3.85 | 0.62-2.15               | 6500  | 68      | 6 - 9  |       |
| Dufour 41 Classic      | 1995-02 | 11.89 | 3.98 | 1.55 / 1.95             | 8100  | 87      | 8      | 1     |
| Dufour 412             | 2020-22 | 11.98 | 4.2  | 2.10                    | 8940  | 71      |        |       |
| Dufour 40E             | 2010-20 | 11.99 | 3.89 | 2.10 / 1.75             | 7815  | 91      | 6 - 8  | A     |
| Dufour 40              | 2002-20 | 12.06 | 3.9  | 2.10 / 1.65             | 7800  | 82.35   | 6 - 8  | A     |
| Dufour 405             | 2008-12 | 12.17 | 3.98 | 1.75 / 2.03             | 8000  | 81.9    | 8      | A     |
| Dufour 425 Grand Large | 2006-20 | 12.5  | 4.16 | 2.10 / 1.70             | 8820  | 84      | 6 - 8  | A     |
| Dufour 430             | 2020    | 12.5  | 4.3  | 2.10                    | 9700  | 92      |        |       |
| Gib'Sea 43             | 2000-04 | 12.82 | 4.26 | 1.70                    | 10300 | 90      | 6 - 10 | 1     |
| Dufour 43 Classic      | 1998-01 | 13.2  | 4.3  | 1.67-2.00               | 9400  | 102     | 6 - 10 | 1     |
| Dufour 445 Grand Large | 2011-20 | 13.25 | 4.16 | 2.20 / 1.80             | 10130 | 98.5    | 6 - 8  | A     |
| Dufour 450 Grand Large | 2013-20 | 13.25 | 4.25 | 1.95 / 2.30             | 10275 | 94      | 6 - 12 | A     |
| Dufour 44              | 2003-08 | 13.35 | 4.25 | 1.76 / 2.31             | 10290 | 105.1   | 6 - 10 | A     |
| Dufour 455 Grand Large | 2005-20 | 13.45 | 4.3  | 2.20 / 2.00             | 10430 | 96.2    | 6 - 10 | A     |
| Dufour 470             | 2020    | 13.55 | 4.74 | 2.25                    | 13200 | 107     |        |       |
| Dufour 45              | 2008-10 | 13.6  | 4.3  | 1.95 / 2.30             | 10870 | 113     | 6 - 8  | A     |
| Dufour 45E             | 2010-20 | 13.6  | 4.3  | 1.95 / 2.30             | 10870 | 113     | 10     | A     |
| Dufour 45 Classic      | 1996-01 | 13.68 | 4.3  | 2.35 / 1.50             | 11000 | 118     | 6 - 10 | 1     |
| Dufour 485 Grand Large | 2007-20 | 14.4  | 4.7  | 1.90 / 2.25             | 15100 | 113     | 6 - 10 | A     |
| Dufour 500             | 2012-20 | 14.75 | 4.78 | 2.00 / 2.30             | 14200 | 100.8   | 6 - 10 | A     |
| Dufour 500 Grand Large | 2012-20 | 14.75 | 4.8  | 2.00 / 2.30             | 14200 | 130     | 6 - 12 |       |
| Dufour 525 Grand Large | 2006-20 | 14.99 | 4.9  | 2.00 / 2.35             | 16200 | 128.3   | 6 - 12 | A     |
| Dufour 530             | 2020    | 15.5  | 4.99 | 2.30                    | 17774 | 125     |        |       |
| Dufour 560 Grand Large | 2014-20 | 16.3  | 5.05 | 2.50                    | 17625 | 152.7   | 8 - 14 |       |

| Modèle            | Prod    | Long  | Larg | Tirant d'eau            | Poids | Voilure | Couch. | Cat. |
| ----------------- | ------- | ----- | ---- | ----------------------- | ----- | ------- | ------ | ---- |
| Sérénita 55       | 1984-97 | 5.5   | 2.45 | 0.55                    | 600   | 14.8    | 2 - 3  | 4    |
| Gib Sea Pico Plus | 1980-83 | 5.9   | 2.3  | 0.50-1.05               | 500   | 19.1    | 4 - 6  | 4    |
| Gib'sea 20        | 1975-80 | 6.05  | 2.25 | Q 1.00                  | 1050  | 22      | 4      | 4    |
| Sérénita 65       | 1985-88 | 6.48  | 2.48 | 1.10                    | 1530  | 27      | 4      | 3    |
| Gib'Sea 234       | 1993-98 | 6.53  | 2.49 | 0.70-1.75               | 1100  | 25.8    | 3 - 4  | 3    |
| Gib'Sea 68        | 1982-86 | 6.8   | 2.5  | 1.35 / 0.30-1.40        | 1300  | 28.2    | 4      | 3    |
| Gib'Sea 242       | 1988-93 | 7.05  | 2.48 | 0.40-1.60               | 1550  | 32      | 4      | 3    |
| Gib'Sea 24        | 1976-81 | 7.15  | 2.5  | 1.15 / 0.75-1.40        | 1430  | 28.65   | 4 - 5  | 3    |
| Téquila           | 1971-79 | 7.2   | 2.45 | 1.23 / 1.48             | 1150  | 29.1    | 4 - 5  | 3    |
| Gib'Sea 76        | 1984-89 | 7.5   | 2.84 | 1.50 / 0,80-1.80 / 1.00 | 2000  | 36      | 6      | 3    |
| Gib'Sea 77        | 1979-84 | 7.68  | 2.8  | 1.50 / 0.87-1.77        | 1800  | 34.85   | 2 - 6  | 3    |
| Gib'Sea 262       | 1990-95 | 7.7   | 2.95 | 1.45                    | 2480  | 40      | 4 - 6  | 3    |
| Gib'Sea 264       | 1995-96 | 7.75  | 2.95 | 0.80-2.05               | 2500  | 37      | 4      | 2    |
| Gib'Sea Plus 80   | 1978-83 | 7.8   | 2.5  | 1.50                    | 1300  | 30.5    | 4      | 3    |
| Gib'Sea 26        | 1976-80 | 7.85  | 2.8  | 1.42                    | 2000  | 36.2    | 2 - 5  | 2    |
| Gib'Sea 282       | 1988-94 | 8     | 3.15 | 1.35 / 0.63-1.63        | 2800  | 43      | 4 - 5  | 2    |
| Gib'Sea 84        | 1983-88 | 8.4   | 3.05 | 1.60 / 1.00-1.95 / 1.10 | 2600  | 42.75   | 4 - 6  | 2    |
| Gib'Sea 28        | 1977-83 | 8.5   | 3    | 1.55 / 0.85-1.90        | 3475  | 44      | 6      | 2    |
| Gib'Sea 302       | 1992-96 | 8.95  | 3.34 | 1.45 / 1.85 / 0.70-1.85 | 3200  | 54      | 4 - 6  | 2    |
| Gib'Sea 312       | 1988-95 | 9.1   | 3.3  | 1.40 / 1.80             | 3500  | 48      | 6      | 2    |
| Gib'Sea 92        | 1985-88 | 9.1   | 3.2  | 1.40 / 1.80             | 3400  | 53.7    | 6 - 7  | 2    |
| Gib'Sea 31        | 1979-84 | 9.55  | 3.3  | 1.75 / 1.10-2.05        | 3700  | 55      | 4 - 7  | 2    |
| Gib'Sea 96        | 1983-87 | 9.68  | 3.3  | 1.70 / 1.20-2.15        | 3900  | 57.95   | 6 - 8  | 2    |
| Gib'Sea 334       | 1993-96 | 9.75  | 3.34 | 1.90 / 0.80-2.16        | 4350  | 57      | 6 - 8  | 2    |
| Gib'Sea 33        | 1973-80 | 9.91  | 3.45 | 1.50                    | 5180  | 49      | 8      | 2    |
| Gib'Sea 352       | 1988-93 | 10.05 | 3.45 | 1.70 / 1.25             | 4600  | 60.55   | 6 - 8  | 1    |
| Gib'Sea 105       | 1980-87 | 10.45 | 3.6  | 1.80 / 1.20-2.10        | 4600  | 71      | 6 - 10 | 1    |
| Gib'Sea 372       | 1987-91 | 10.9  | 3.65 | 1.40 / 1.80             | 5500  | 69.9    | 6 - 9  | 1    |
| Gib'Sea 37        | 1974-81 | 10.98 | 3.72 | 1.68                    | 7800  | 78      | 8 - 10 | 1    |
| Gib'Sea 114       | 1982-86 | 11.35 | 3.8  | 1.65 / 1.95 / 1.35/2.40 | 7500  | 80.5    | 6 - 8  | 1    |
| Gib'Sea 414       | 1994-97 | 12.15 | 3.95 | 1.85 / 2.25             | 7500  | 98.3    | 6 - 8  | 1    |
| Gib'Sea 422       | 1989-93 | 12.3  | 3.95 | 1.60 / 2.10             | 9200  | 86.5    | 5 - 9  | 1    |
| Gib'Sea 126       | 1981-87 | 13    | 4.06 | 1.87                    | 9960  | 91      | 12     | 1    |
| Gib'Sea 442       | 1987-94 | 13.2  | 4.05 | 1.65 / 2.25             | 10050 | 111.95  | 7 - 12 | 1    |